# Armadilloniscus indicus
Armadilloniscus indicus är en kräftdjursart som beskrevs av Franco Ferrara och Stefano Taiti 1983. Armadilloniscus indicus ingår i släktet Armadilloniscus och familjen Detonidae. Inga underarter finns listade i Catalogue of Life.